# Швајцарска на Светском првенству у атлетици на отвореном 2013.
Швајцарска је на 14. Светском првенству у атлетици на отвореном 2013. одржаном у Москви од 10. до 18. августа, учествовала четрнаести пут, односно учествовала је на свим првенствима до данас. Репрезентацију Швајцарске представљало је 18 учесника (4 мушкараца и 14 жена) који су се такмичили у 11 дисциплина (3 мушке и 8 женских).,
Такмичари Швајцарске нису освојили ни једну медаљу али су поставили један национални рекорд, седам личних рекорда и остварили 12 најбоља лична резултата сезоне.

## Учесници
| Мушкарци: - Алекс Вилсон — 200 м - Кристијан Крајнбих — Маратон - Михаел От — Маратон - Alejandro Francisco Florez — Ходање 20 км | Жене: - Муџинба Камбуђи — 200 м, 4 х 100 м - Ноеми Цберен — 100 м препоне - Фабине Шлумпф — 3.000 м препреке - Ренате Вис — Маратон - Патрисија Морсели Билер — Маратон - Елен Шпрунгер — Седмобој, 4 х 100 м - Леа Шпрунгер — 4 х 100 м - Мариса Лаванши — 4 х 100 м - Aurélie Humair — 4 х 100 м - Fanette Humair — 4 х 100 м - Лаура Поли — Ходање 20 км - Марија Поли — Ходање 20 км - Никол Бихлер — Скок мотком - Линда Циблин — Седмобој |  |

## Резултати

### Мушкарци
| Атлетичар                  | Дисциплина   | Лични рекорд | Квалификације | Квалификације | Полуфинале           | Полуфинале           | Финале               | Финале       | Детаљи |
| Атлетичар                  | Дисциплина   | Лични рекорд | Резултат      | Место         | Резултат             | Место                | Резултат             | Место        | Детаљи |
| -------------------------- | ------------ | ------------ | ------------- | ------------- | -------------------- | -------------------- | -------------------- | ------------ | ------ |
| Алекс Вилсон               | 200 м        | 20,51        | 21,11         | 5. у гр 7     | Није се квалификовао | Није се квалификовао | Није се квалификовао | 37 / 55 (56) |        |
| Кристијан Крајнбих         | Маратон      | 2:15:35      |               |               |                      |                      | 2:21:17              | 34 / 50 (70) |        |
| Михаел От                  | Маратон      | 2:16:53      | 2:26:02       | 40 / 50 (70)  |                      |                      |                      |              |        |
| Alejandro Francisco Florez | 20 км ходање | 1:25:20 НР   | 1:35:01       | 51 / 52 (64)  |                      |                      |                      |              |        |

### Жене
| Атлетичарка                                                                                 | Дисциплина       | Лични рекорд | Квалификације                 | Квалификације                 | Полуфинале            | Полуфинале            | Финале                | Финале                | Детаљи         |
| Атлетичарка                                                                                 | Дисциплина       | Лични рекорд | Резултат                      | Место                         | Резултат              | Место                 | Резултат              | Место                 | Детаљи         |
| ------------------------------------------------------------------------------------------- | ---------------- | ------------ | ----------------------------- | ----------------------------- | --------------------- | --------------------- | --------------------- | --------------------- | -------------- |
| Муџинба Камбуђи                                                                             | 200 м            | 23,26        | 23,24 ЛР                      | 6. у гр. 7                    | Нису се квалификовале | Нису се квалификовале | Нису се квалификовале | 25 / 46 (50)          |                |
| Ноеми Цберен                                                                                | 100 м препоне    | 13,04        | 13,59                         | 7. у гр. 3                    | Нису се квалификовале | Нису се квалификовале | Нису се квалификовале | 32 / 36 (37)          |                |
| Фабине Шлумпф                                                                               | 3.000 м препреке | 9:46,98      | Дисквалификована по чл. 163,3 | Дисквалификована по чл. 163,3 |                       |                       | Није се квалификовала | Није се квалификовала |                |
| Ренате Вис                                                                                  | Маратон          | 2:40:54      |                               |                               |                       |                       | 2:50:41               | 35 / 46 (72)          |                |
| Патрисија Морсели Билер                                                                     | Маратон          | 2:35:31      | Није стартовала               | Није стартовала               |                       |                       |                       |                       |                |
| Муџинба Камбуђи² Мариса Лаванши Елен Шпрунгер² Леа Шпрунгер Aurélie Humair* Fanette Humair* | 4 х 100 м        | 43,48        | 43,21 НР                      | 4. у гр 2                     |                       |                       | Нису се квалификовале | 12 / 17 (19)          |                |
| Лаура Поли                                                                                  | 20 км ходање     | 1:35:04      |                               |                               |                       |                       | 1:34:07 ЛР            | 35 / 56 (62)          |                |
| Марија Поли                                                                                 | 20 км ходање     | 1:32:36 НР   | 1:36:31 ЛРС                   | 48 / 56 (62)                  |                       |                       |                       |                       |                |
| Никол Бихлер                                                                                | Скок мотком      | 4.61 НР      | 4,45                          | 7. у гр Б                     |                       |                       | Није се квалификовала | 15 / 19 (22)          | [ мртва веза ] |

- Атлетичарке означене звездом су биле резерве за штафету
- Атлетичарке означене бројевима, су учествовале у више дисциплина

#### Седмобој
| Дисциплина    | Елен Шпрунгер | Елен Шпрунгер | Елен Шпрунгер | Елен Шпрунгер | Елен Шпрунгер | Елен Шпрунгер |
| Дисциплина    | Лични рекорд  | Резултат      | Бод.          | Плас.         | Укупно        | Плас.         |
| ------------- | ------------- | ------------- | ------------- | ------------- | ------------- | ------------- |
| 100 м препоне | 13,35         | 13,68         | 1.024         | 12            |               |               |
| Скок увис     | 1,72          | 1,68          | 830           | 29            | 1.854         | 26            |
| Бацање кугле  | 13,89         | 12,86         | 718           | 21            | 2.572         | 28            |
| 200 м         | 23,59         | 23,39 ЛР      | 1.040         | 3             | 3.612         | 12            |
| Скок удаљ     | 6,08          | 6,16 ЛР       | 899           | 8             | 4.511         | 12            |
| Бацање копља  | 46,83         | 40,41         | 675           | 21            | 5.186         | 15            |
| 800 м         | 2:13,29       | 2:14,83 ЛРС   | 895           | 16            |               |               |
| Седмобој      | 6.124         |               |               |               | 6.081 ЛРС     | 13 /26 (28)   |

| Дисциплина    | Линда Циблин | Линда Циблин | Линда Циблин | Линда Циблин | Линда Циблин | Линда Циблин |
| Дисциплина    | Лични рекорд | Резултат     | Бод.         | Плас.        | Укупно       | Плас.        |
| ------------- | ------------ | ------------ | ------------ | ------------ | ------------ | ------------ |
| 100 м препоне | 13,55        | 13,51 ЛР     | 1.049        | 8            |              |              |
| Скок увис     | 1,69         | 1,65 ЛРС     | 795          | 31           | 1.844        | 27           |
| Бацање кугле  | 13,38        | 12,51        | 695          | 25           | 2.539        | 29           |
| 200 м         | 24,46        | 25,01 ЛРС    | 886          | 19           | 3.425        | 27           |
| Скок удаљ     | 6,24         | 6,23 ЛРС     | 921          | 7            | 4.346        | 21           |
| Бацање копља  | 53,01        | 49,64 ЛРС    | 853          | 5            | 5.199        | 14           |
| 800 м         | 2:15,85      | 2:17,50      | 858          | 23           |              |              |
| Седмобој      |              |              |              |              | 6.057 ЛР     | 16 / 26 (28) |